# Кобза (ВИА)
«Кобза» — советский и украинский вокально-инструментальный ансамбль. Первая советская музыкальная группа, отправившаяся в коммерческие гастроли за границу — в Канаду в 1982 году.

## История
Своё начало музыкальный коллектив берёт в конце 1960-х годов, когда студенты Киевской консерватории бандуристы Константин Новицкий и Владимир Кушпет и флейтист Георгий Гарбар создали фольклорный коллектив «Кобза». Возглавил группу другой студент консерватории — Александр Зуев. В 1971 году группе предложили принять участие в роли аккомпанирующего состава в записи певицы Валентины Куприной. Однако собственный материал коллектива понравился руководству киевской студии фирмы «Мелодия», и тогда было принято решение о записи первой сольной пластинки коллектива. В «Кобзу» был приглашён солист Валерий Витер. В 1974 году группу покидает Александр Зуев; вскоре он возглавляет ансамбль Калина.
Затем коллектив по очереди возглавляли — бас-гитарист и вокалист Олег Леднёв, бандурист Константин Новицкий, а в 1977 году руководителем ансамбля становится Евгений Коваленко.

## Дискография
- 1972 — «Кобза I»
- 1978 — «Кобза II»
- 1982 — «Кобза III»